# Ao Vivo em Palmas (álbum de Henrique & Juliano)
Ao Vivo em Palmas é o primeiro álbum ao vivo da dupla sertaneja Henrique & Juliano, lançado em 2013 pela Som Livre. O show de gravação contou com mais de 4 mil espectadores, que ocorreu Espaço Cultural José Gomes Sobrinho na capital Palmas, Tocantins. No álbum se destaque as canções "Mistura Louca", "Recaídas" e principalmente "Não Tô Valendo Nada", que foi uma das músicas de maior destaque do ano.

## Faixas
| CD  |                                                                                 |         |  |
| N.º | Título                                                                          | Duração |  |
| 1.  | "Não Tô Valendo Nada" (part. João Neto & Frederico)                             | 3:16    |  |
| 2.  | "Vem Novinha"                                                                   | 2:54    |  |
| 3.  | "Segundas Intenções"                                                            | 3:13    |  |
| 4.  | "Mistura Louca" (part. Os Hawaianos)                                            | 3:03    |  |
| 5.  | "Tire Essa Máscara"                                                             | 3:10    |  |
| 6.  | "Separa, Namora"                                                                | 3:13    |  |
| 7.  | "Eu Sou Gordinho"                                                               | 2:52    |  |
| 8.  | "Toda Vez Que Eu Te Beijar"                                                     | 3:06    |  |
| 9.  | "O Mundo Parou"                                                                 | 3:28    |  |
| 10. | "É Tudo Emprestado" (part. Marcos & Fernando)                                   | 3:04    |  |
| 11. | "Em Cada Beijo"                                                                 | 2:59    |  |
| 12. | "O Que Vem Depois"                                                              | 3:15    |  |
| 13. | "Tá Namorando e Me Querendo"                                                    | 2:48    |  |
| 14. | "Vai Brincando"                                                                 | 3:10    |  |
| 15. | "A Nossa Turma" (part. João Neto & Frederico, Marcos & Fernando e Os Hawaianos) | 3:07    |  |
| 16. | "Sai Fora Cupido"                                                               | 2:47    |  |
| 17. | "Recaídas"                                                                      | 3:23    |  |

| DVD |                                                                                 |         |  |
| N.º | Título                                                                          | Duração |  |
| 1.  | "Nasci Pra Te Amar"                                                             |         |  |
| 2.  | "Segundas Intenções"                                                            |         |  |
| 3.  | "Vem Novinha"                                                                   |         |  |
| 4.  | "Não Tô Valendo Nada" (part. João Neto & Frederico)                             |         |  |
| 5.  | "O Mundo Parou"                                                                 |         |  |
| 6.  | "Em Cada Beijo"                                                                 |         |  |
| 7.  | "Separa Namora"                                                                 |         |  |
| 8.  | "É Tudo Emprestado" (part. Marcos & Fernando)                                   |         |  |
| 9.  | "Duas Vidas"                                                                    |         |  |
| 10. | "Toda Vez Que Eu Te Beijar"                                                     |         |  |
| 11. | "Eu Sou Gordinho"                                                               |         |  |
| 12. | "Meu Nome é Solidão"                                                            |         |  |
| 13. | "O Que Vem Depois"                                                              |         |  |
| 14. | "Tá Namorando e Me Querendo"                                                    |         |  |
| 15. | "Tire Essa Máscara"                                                             |         |  |
| 16. | "Mistura Louca" (part. Os Hawaianos)                                            |         |  |
| 17. | "Recaídas"                                                                      |         |  |
| 18. | "Vai Brincando"                                                                 |         |  |
| 19. | "A Nossa Turma" (part. João Neto & Frederico, Marcos & Fernando e Os Hawaianos) |         |  |
| 20. | "Sai Fora Cupido"                                                               |         |  |